# V-Mann
V-Mann (niem. Vertrauensmann – człowiek zaufany, Verbindungs-Mann – łącznik) – tajny współpracownik służb policyjnych lub służb specjalnych w Niemczech, działający jako osobowe źródło informacji lub prowokator.
W okresie Trzeciej Rzeszy Vertrauensleute gromadzili informacje dla SD (Sicherheitsdienst – kontrwywiadu SS) w III Rzeszy.
Współcześnie mianem V-Mann, V-Person określa się współpracowników Bundesamt für Verfassungsschutz (Federalnego Urzędu Ochrony Konstytucji) rozpracowujących struktury organizacji o celach sprzecznych z prawem lub o to podejrzewanych, np. o charakterze neonazistowskim.
Federalny Trybunał Sprawiedliwości w wyroku uznał, że dokonana przez TW prowokacja jest tylko nieznaczną okolicznością łagodzącą, Federalny Trybunał Konstytucyjny 18 marca 2003 uznał, że wobec znacznego i niezgodnego z konstytucją spenetrowania NPD przez współpracowników Federalnego Urzędu Ochrony Konstytucji i kierowania przez nich częścią organizacji partyjnej, nie ma podstaw do zakazania działalności tej partii.